# Svarttjärnen (Holmedals socken, Värmland, 661138-128451)
Svarttjärnen är en sjö i Årjängs kommun i Värmland och ingår i Göta älvs huvudavrinningsområde.